# Homeyra

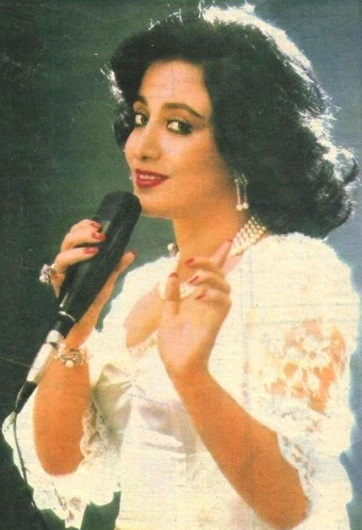
Homeyra

Parvaneh Amir-Afshari känd som  Homeyra, född 17 mars 1945 i Teheran, Kejsardömet Iran, är en av Irans mest kända sångerskor. Homeyra föddes i en rik familj och hennes far ägde 15 byar i östra Iran. Hennes familj hade många kända kompositörer och musiker i bekantskapskretsen, men trots Homeyras talang och intresse förbjöd hennes far henne från att sjunga för andra än honom. Hon gifte sig med en iransk man som hade studerat i Tyskland när hon var 16 år och då började hon satsa på en musikkarriär. Hon studerade i hemlighet under Ali Tajvidi och nådde nationell berömmelse redan som 18-åring då hennes första singel Sabram Ataa Kon släpptes. Homeyras far godkände inte sin dotters offentliga framträdande och slutade då att ha kontakt med henne.
Efter den iranska revolutionen flyttade Homeyra till USA.

## Diskografi
- Ghanari
- Bahar Bahare
- Vaghti ke Eshgh Miad
- Sar Nevesht
- Montazer Bash
- Ham Zaboonam
- Gozashteh
- Golbarg
- Eshgh-O-Erfan
- Entezar
- Bahar-E-Zendeghi
- Darya Kenar
- Darvishan
- Bahar-E-Eshgh
- Khab-O-Khial
- Hedieh
- Mahtab-E-Eshgh